# André de Toth
André de Toth (né, en hongrois : Tóth Endre Antal Mihály ; en allemand : Endre von Tóth), est un réalisateur, scénariste, producteur et acteur américain, d'origine austro-hongroise, né le 15 mai 1912 à Makó (Csanád) et mort le 27 octobre 2002 à Burbank (Californie).
Il réalisa cinq films en Hongrie au cours de l’année 1939, avant de partir vers Hollywood où se déroula la plus grande partie de sa carrière. Indépendant des grands studios, il travailla toutefois avec la Warner ou la Columbia, et fut l'auteur de plusieurs westerns avec des stars comme Randolph Scott (Le Cavalier de la mort), Gary Cooper (La Mission du commandant Lex), Kirk Douglas (La Rivière de nos amours) ou Robert Ryan (La Chevauchée des bannis), et de films noir tels Sanglante Aventure (Pitfall) ou Chasse au gang. Borgne, il réalisa pourtant en 1953 un film en 3D, L'Homme au masque de cire.
Souvent considéré comme un simple réalisateur de séries B, André de Toth trouva à la fin de sa vie plusieurs défenseurs de son travail : Martin Scorsese aux États-Unis ou Philippe Garnier et Bertrand Tavernier en France.

## Biographie

### Jeunes années
Né en 1912 à Makó dans une famille hongroise de fonctionnaires de l'Autriche-Hongrie, André de Tóth est le fils de Miklós Tóth, ancien officier de hussards devenu ingénieur civil. Étudiant en droit à l'université de Budapest, il passa beaucoup de temps à fréquenter les cafés, lieux de la vie intellectuelle du pays, et y rencontra notamment l'avocat et collectionneur d'art Lorant Basch, le poète Mihály Babits et l'écrivain Ferenc Molnàr. Il entra, grâce à eux, dans les studios de cinéma Hunnia, devenant tour à tour assistant-réalisateur, caméraman, coursier ou acteur. Il y rencontra le chef-opérateur István Eiben qui lui fournit les bases du métier et l'envoya travailler dans plusieurs compagnies, notamment à Vienne. Il commença à mener une vie aisée, à dépenser de l'argent en voitures et chevaux (il était joueur de polo).
En 1939, il réalisa son premier film en Hongrie, Toprini nász (sous le nom de Toth Endre). En septembre, alors qu'il tournait dans un village, il fut contraint par sa société de production de filmer l'invasion de la Pologne par les Allemands, pour les actualités hongroises,. De retour dans son pays, il réalisa plusieurs films en quelques mois : Két lány az utcán, Hat hét boldogság, Öt óra 40 et Semmelweis. Ce dernier, biographie filmée du docteur Semmelweis, remporta un prix en Hongrie. Il partit pour Londres en fin d'année où il fut engagé par Alexander Korda (lui aussi d'origine hongroise) comme monteur ou décorateur. Il travailla ainsi sur Les Quatre plumes blanches de Zoltan Korda (pour lequel il réalisa également plusieurs séquences du Livre de la jungle) et Le Voleur de Bagdad de Michael Powell, Ludwig Berger et Tim Whelan.

### Carrière à Hollywood
Il se rend aux États-Unis, où le patron de la Columbia Pictures, Harry Cohn, lui confie ses premières réalisations. Il s'illustrera dans les genres en vigueur dans le cinéma hollywoodien : film d'aventures, film noir, film de guerre et surtout dans le western (il en tourna onze, dont six avec Randolph Scott). De retour en Europe en 1960, il laissera des films plus modestes, à l'exception du film Enfants de salauds (Play Dirty) (1968).

### Vie privée
Personnage haut en couleur, il fut marié à sept reprises. L'actrice Veronica Lake fut sa première épouse, et sans nul doute, la plus célèbre. André de Toth possédait plusieurs cordes à son arc : peintre et sculpteur également, il exposa à Los Angeles en 1987.

## Filmographie

### Comme réalisateur

#### EnHongrie
- 1939 : Six Semaines de bonheur (Hat hét boldogság)
- 1939 : Les Noces de Toprin ou Balalaïkas sanglantes (Toprini nász)
- 1939 : Cinq Heures quarante (Öt óra 40)
- 1939 : Deux Filles dans la rue (Két lány az utcán)
- 1939 : La Vie du docteur Semmelweis (Semmelweis)

#### AuxÉtats-Unis
- 1942 : Le Livre de la jungle (Jungle Book) (réalisation de seconde équipe) de Zoltan Korda
- 1943 : Passeport pour Suez (Passport to Suez)
- 1944 : Pas un n'échappera (None Shall Escape)
- 1944 : Eaux dormantes (Dark Waters)
- 1944 : L'Invitée (Guest in the House)
- 1947 : Femme de feu (Ramrod)
- 1947 : L'Orchidée blanche (The Other Love)
- 1948 : Sanglante Aventure (Pitfall)
- 1949 : La Furie des tropiques (Slattery's hurricane)
- 1951 : Le Cavalier de la mort (Man in the Saddle)
- 1952 : Les Conquérants de Carson City (Carson City)
- 1952 : La Mission du commandant Lex (Springfield Rifle)
- 1953 : Le Sabre et la Flèche (Last of the Comanches)
- 1953 : L'Homme au masque de cire (House of Wax)
- 1953 : Les Massacreurs du Kansas (The Stranger Wore a Gun)
- 1953 : La Trahison du capitaine Porter (Thunder Over the Plains)
- 1954 : Chasse au gang (Crime Wave)
- 1954 : Le Cavalier traqué (Riding Shotgun)
- 1954 : Tanganyika
- 1954 : Terreur à l'Ouest (The Bounty Hunter)
- 1955 : La Rivière de nos amours (The Indian Fighter)
- 1957 : Quand la bête hurle (Monkey on My Back)
- 1957 : Hidden Fear
- 1958 : Chef de réseau (The Two-Headed Spy)
- 1958 : Bronco (série télévisée)
- 1958 : 77 Sunset Strip (série télévisée)
- 1959 : La Chevauchée des bannis (Day of the Outlaw)
- 1959 : Bourbon Street Beat (en) (série télévisée)
- 1960 : Contre-espionnage (Man on a String)
- 1987 : Terror Night (en), réalisé par Nick Marino avec quelques scènes d'André de Toth

#### EnEurope
- 1961 : Capitaine Morgan (Morgan il pirata), coréalisé avec Primo Zeglio
- 1961 : Les Mongols (I mongoli), coréalisé avec Leopoldo Savona
- 1963 : L'Or des Césars (Oro per i Cesari), coréalisé avec Sabatino Ciuffini (de)
- 1968 : Enfants de salauds (Play Dirty)

### Comme scénariste
- 1937 : A falu rossza (en)
- 1939 : Les Noces de Toprin (Toprini nász)
- 1939 : Deux Filles dans la rue (Két lány az utcán)
- 1941 : Lydia
- 1944 : L'Invitée (Guest in the House) de John Brahm
- 1946 : L'Esclave du souvenir (Young Widow) d'Edwin L. Marin
- 1947 : La Femme déshonorée (Dishonored Lady)
- 1948 : Sanglante Aventure (Pitfall)
- 1957 : L'Aveu (Hidden Fear)
- 1961 : Capitaine Morgan (Morgan il pirata)

### Comme producteur
- 1967 : Un cerveau d'un milliard de dollars (Billion Dollar Brain)
- 1970 : El Condor

### Comme acteur
- 1990 : Spontaneous Combustion de Tobe Hooper : Vandenmeer